# Матвеев, Денис Владиславович
Матве́ев, Дени́с Владисла́вович (род. 10 декабря 1977, Витебск, Белоруссия) — российский волейбольный тренер. Заслуженный работник физической культуры Республики Татарстан.
Возглавлял молодёжные сборные, был участником Олимпиады 2008 года, чемпионата Азии 2009-го, дважды принимал участие в «Гран-при» ФИВБ.
В 2016 году возглавил женскую студенческую сборную Республики Татарстан, под его руководством команда выиграла V Всероссийскую летнюю Универсиаду, в г. Белгород (Россия).
В 2016—2017 годах Денис Матвеев возглавил молодёжную женскую волейбольную команду «Алтай-2» г. Усть-Каменогорск (Республика Казахстан), по итогом сезона команда выиграла золото Национальной Лиги Республики Казахстан до 23 лет.
В мае 2017 года возглавил женскую молодёжную национальную сборную Республики Казахстана до 23 лет, под его руководством в 2017-м команда заняла пятое место на чемпионате Азии U23 в Таиланде.
В 2018 году возглавлял женскую волейбольную команду ПСК «Сахалин» г.Южно-Сахалинска в Суперлиге России (2017—2018, 2018—2019), в 2018 году под его руководством команда выиграла Кубок Сибири и Дальнего Востока.
С апреля 2019 года и вплоть до 2 марта 2020 года являлся главным тренером АНО ВК «Динамо-Метар» г. Челябинск, которая принимала участие в элитном дивизионе Суперлиги (Россия) и по совместительству спортивным директором клуба с 26 декабря 2019 до 2 марта 2020 года.
Также,10 октября 2019 года на тренерском совете Федерации волейбола Беларуси, была утверждена кандидатура Дениса Матвеева в качестве главного тренера национальной женской сборной Республики Беларусь.Впоследствии выбор Дениса Матвеева в качестве главного тренера сборной Беларуси для пресс-службы Parimatch прокомментировал легендарный Николай Васильевич Карполь.
В июле 2022 года покинул пост главного тренера витебского "Марко-ВГТУ" и вошел в тренерский штаб Ришата Гилязутдинова в «Динамо-Ак Барс».

### Биография
Денис Матвеев родился в Витебске, выступал за молодёжную сборную команды Республики Беларусь, после являлся игроком «Западного Буга» (Брест). В 1998 году выступал за команду «Орша-БКУУ»(Орша), затем в 1998 году Александр Егорович Позняков приглашает его в «Шахтоспецстрой»(нынешний волейбольный клуб «Шахтёр», г. Солигорск), где за сезон команда вышла в высший дивизион РБ .
Из-за травм был вынужден рано закончить карьеру игрока.
Окончил Витебский государственный университет им. П. М. Машерова (факультет физической культуры, спорта и туризма). Минский институт современных технологий и маркетинга (факультет экономики и управления предприятием).
Тренерская карьера Дениса Матвеева началась в 2006 году когда, по приглашению Хилько Петра Ивановича, он вошёл в тренерский штаб «Казаночки» г. Казань(Росси), где в 2006—2007 годах проработал тренером-статистиком. За сезон команда заняла 4-е место в чемпионате суперлиги России и 4-е место на кубке России 2006 года.
В 2007—2008 годах занимал должность тренера-статистика женской национальной сборной Республики Казахстан, также был участником летней Олимпиады 2008 года в Пекине в качестве старшего тренера. За сезон команда заняла 5-е место в 14-м чемпионате Азии в сентябре 2007 года (Таиланд);10-е место в международном турнире Гран-При в августе 2007 года в г. Токио, г. Хабаровске и г. Осака, (Япония-Россия); 12-е место в международном турнире Гран-При в июне 2008 года в г. Кобе, г. Ханое и г. Бангкоке, (Япония-Вьетнам-Таиланд). В 2008 году команда становиться победителем отборочного квалификационного турнира на Олимпийские игры в Пекине-2008 в г. Токио (Япония) и занимает 9-e место на Олимпийских Играх-2008, г. Пекин (Китай).
Также в 2007—2008 годах Денис Матвеев занимает должности тренера клубной команды «Рахат», (Казахстан); В сезоне 2007/08 команда заняла 1-е место в августе 2007 года, и 2-е место в июле 2008 года на XIV международном турнире «Кубок Президента Республики Казахстан Н. А. Назарбаева» г. Астана, Казахстан. Команда стала чемпионом кубка Республики Казахстан в октябре 2007 г. и заняла 1-е место в чемпионате 2007—2008 г. Национальной лиги Республики Казахстан.
В 2008—2010 годах по приглашению Паршина Геннадия Васильевича (главный тренер мужской национальной сборной Казахстана) являлся тренером-аналитиком и руководителем научной группы в мужской национальной сборной команде Республики Казахстан.
По результатам сезонов мужская национальная сборная Республики Казахстан заняла 5-е место в чемпионате Азии в сентябре 2009 года, г. Манила (Филиппины).
В 2008—2009 занимал должность главного тренера в Высшей лиге «А» женской команды «Надежда» Серпуховского р-на Московской обл. (Россия), команда стала бронзовым призёром чемпионата России 2008—2009.
В 2010 Денис Матвеев был приглашён Овчинниковым Сергеем Анатольевичем — главным тренером ЖВК «Динамо» г. Краснодар (Россия) в тренерский штаб, где в 2010—2011 годах проработал в качестве волейбольного тренера-статистика. Команда стала серебряным призёром Кубка России 2010 года, бронзовый призёр Суперлиги России в мае 2011 года, среди женских команд, и финалистом Кубка Европейской Конфедерации в 2011 среди женских команд.
В 2011 году в качестве помощника главного тренера женской Национальной студенческой сборной России, команда взяла бронзу на Всемирной Универсиады в 2011 (г. Шэньчжэнь, Китай).
В 2011 Дениса Матвеева приглашает Гилязутдинов Ришат Сиразутдинович — главный тренер женской команды «Динамо-Казань» (Россия). И начиная с 2011 года вплоть до 2016 проработал в ЖВК «Динамо» г. Казань. Где в 2011—2012 годах проработал в качестве тренера-статистика, 2012—2016 — в качестве старшего тренера. Команда за этот период выиграла Лигу чемпионов 2014, клубный чемпионат мира 2014, пять раз — чемпионат России (2011—2015), Кубок России (2012), а также стала бронзовым призёром Лиги чемпионов 2012 и серебряным призёром Кубка России 2011 и 2013.
В 2016 году возглавил женскую студенческую сборную Республики Татарстан, под его руководством команда выиграла V Всероссийскую летнюю Универсиаду, в г. Белгород (Россия).
В 2016—2017 годах Денис Матвеев возглавил молодёжную женскую волейбольную команду «Алтай-2» г. Усть-Каменогорск (Республика Казахстан), по итогом сезона команда выиграла золото Национальной Лиги Республики Казахстан до 23 лет.
В мае 2017 года возглавил женскую молодёжную национальную сборную Республики Казахстана до 23 лет, под его руководством в 2017-м команда заняла пятое место на чемпионате Азии U23 в Таиланде.
В 2018 году возглавлял женскую волейбольную команду ПСК «Сахалин» г.Южно-Сахалинска в Суперлиге России (2017—2018, 2018—2019), в 2018 году под его руководством команда выиграла Кубок Сибири и Дальнего Востока.
С апреля 2019 года и вплоть до 2 марта 2020 года являлся главным тренером АНО ВК «Динамо-Метар» г.Челябинск, которая принимала участие в элитном дивизионе Суперлиги (Россия) и по совместительству спортивным директором клуба с 26 декабря 2019 до 2 марта 2020 года.
Также,10 октября 2019 года на тренерском совете Федерации волейбола Беларуси, была утверждена кандидатура Дениса Матвеева в качестве главного тренера национальной женской сборной Республики Беларусь.Впоследствии выбор Дениса Матвеева в качестве главного тренера сборной Беларуси для пресс-службы Parimatch прокомментировал легендарный Николай Васильевич Карполь.

## Достижения
Карьера игрока:
- Бронзовый призёр кубка Республики Беларусь высшей лиги, в 1994 году в составе команды мастеров «Западный Буг», г. Брест в должности игрока команды (Беларусь);
- Бронзовый призёр чемпионата Республики Беларусь высшей лиги, в 1997 году в составе команды мастеров «Западный — Буг — Брест», г. Брест в должности игрока команды (Беларусь);
- Участник розыгрыша кубка ЕКВ в составе команды мастеров «Западный Буг», г. Салоники в должности игрока команды (Греция);
- 2-кратный чемпион Республиканской Универсиады Республики Беларусь с 1996 по 1997 годы в г. Минске в должности игрока команды г. Бреста (Беларусь);
- Обладатель кубка Стран СНГ среди нефтяной и газовой промышленности в 2003 году в г. Киеве, в должности игрока команды сборной Республики Беларусь среди нефтяной и газовой промышленности (Украина);

Карьера тренера:
- 4-е место в чемпионате суперлиги России с 2006 по 2007 год, в должности тренера женской команды «Казаночка» г. Казань (Россия);
- 4-е место на кубке России 2006 года, в должности тренера женской команды «Казаночка» г. Казань (Россия);
- 10-е место в международном турнире Гран-При в августе 2007 года в г. Токио, г. Хабаровске и г. Осака, в должности тренера-статистика женской национальной сборной Республики Казахстан (Япония-Россия);
- 12-е место в международном турнире Гран-При в июне 2008 года в г. Кобе, г. Ханое и г. Бангкоке, в должности тренера-статистика женской национальной сборной Республики Казахстан (Япония-Вьетнам-Таиланд);
- 1-е место в августе 2007 года в Астане, на XIV международном турнире «Кубок Президента Республики Казахстан Н. А. Назарбаева», в должности тренера клубной команды «Рахат», (Казахстан);
- 2-е место в июле 2008 года в Алматы, на XV международном турнире «Кубок Президента Республики Казахстан Н. А. Назарбаева», в должности тренера клубной команды «Рахат», (Казахстан);
- 5-е место в 14-м чемпионате Азии в сентябре 2007 года, среди женских команд в г. Накхонратчасиме, в должности тренера — статистика женской национальной сборной команды Республики Казахстан (Таиланд);
- Чемпион кубка Республики Казахстан в октябре 2007 года, среди клубных женских команд, в должности помощника главного тренера команды «Рахат» г. Алматы (Казахстан);
- 1-е место в чемпионате 2007—2008 г. Национальной лиги Республики Казахстан среди женских команд, в должности помощника главного тренера команды «Рахат» г. Алматы (Казахстан);
- Победитель отборочного квалификационного турнира на Олимпийские игры в Пекине-2008 в Токио, в должности тренера-статистика женской национальной сборной команды Республики Казахстан (Япония);
- 9-e место на Олимпийских Играх в 2008 г., в должности старшего тренера женской национальной сборной команды Республики Казахстан в г. Пекин (Китай);
- Бронзовый призёр чемпионата России 2008—2009 Высшей лиги А, в должности старшего тренера женской команды «Надежда» Серпуховского р-на Московской обл. (Россия);
- С 2009 по 2010 главный тренер в Высшей лиге «А» в женской команде «Надежда» Серпуховского р-на Московской обл.(Россия);
- С 2008 по 2010 года являлся тренером-аналитиком и руководителем научной группы в мужской национальной сборной команде Республики Казахстан;
- 5-е место в чемпионате Азии в сентябре 2009 года, среди мужских команд в Маниле, в должности старшего тренера — аналитика мужской национальной сборной команды Республики Казахстан (Филиппины);
- Серебряный призёр Кубка России 2010 года в должности тренера-статистика в составе команды ЖВК «Динамо» г. Краснодар (Россия);
- Бронзовый призёр Суперлиги России в мае 2011 года, среди женских команд, в должности тренера-статистика в ЖВК «Динамо» г. Краснодар (Россия);
- Финалист Кубка Европейской Конфедерации в 2011 среди женских команд, в должности тренера-статистика, в составе команды ЖВК «Динамо» г. Краснодар (Россия);
- Бронзовый призёр Всемирной Универсиады в 2011(г. Шэньчжэнь) в должности помощника главного тренера женской Национальной студенческой сборной России (Китай);
- Чемпион Суперлиги России 2012 года в должности тренера-статистика, в составе команды ЖВК «Динамо» г. Казань (Россия);
- Обладатель Кубка России 2012 года в должности старшего тренера в составе команды ЖВК «Динамо» г. Казань (Россия);
- Чемпион Суперлиги России 2013, 2014 и 2015 годов в должности старшего тренера, в составе команды ЖВК «Динамо» г. Казань (Россия);
- Победитель Европейской Лиги Чемпионов в 2014 году в должности старшего тренера, в составе команды ЖВК «Динамо» г. Казань (Россия);
- Победитель клубного Чемпионата Мира в 2014 году в должности старшего тренера, в составе команды АНО ЖВК «Динамо» г. Казань (Россия);
- Победитель V Всероссийской Универсиады 2016 года в должности главного тренера, в составе женской студенческой сборной Республики Татарстан, г.Белгород (Россия);
- Победитель Национальной лиги чемпионата Республики Казахстан среди дублирующих составов до 23 лет в сезоне 2016—2017 года, в должности главного тренера, в составе команды ВК «Алтай-2» г.Усть-Каменогорск (Республика Казахстан);
- 5-е место в чемпионате Азии в мае 2017 года, среди женских команд в г. Накхонратчасиме, в должности главного тренера национальной молодёжной сборной команды Республики Казахстан до 23 лет (Таиланд);
- Обладатель Кубка Сибири и Дальнего Востока 2018 года, в должности главного тренера, в составе женской волейбольной команды ПСК «Сахалин» г.Южно-Сахалинска, участвующей в чемпионате суперлиги России сезона 2018-2019 года;
- С апреля 2019 года и вплоть до 2 марта 2020 года работал главным тренером АНО ВК «Динамо-Метар» г.Челябинск (Россия) и по совместительству спортивным директором клуба с 26 декабря 2019 до 2 марта 2020 года;

## Награды и звания
- Присвоено звание — «Заслуженный работник физической культуры Республики Татарстан» в 2014 году[1].